# The Chronological Classics: Earl Hines and His Orchestra 1928-1932
| Recensione | Giudizio |
| ---------- | -------- |
| AllMusic   | [ 1 ]    |

The Chronological Classics: Earl Hines and His Orchestra 1928-1932 è una Compilation del pianista e caporchestra jazz statunitense Earl Hines, pubblicato dall'etichetta discografica francese Classics Records nel 1990.

## Tracce

### CD
1. Blues in Thirds (Caution Blues) – 2:51 (Earl Hines) – Registrato l'8 dicembre 1928 a Long Island City
2. Off Time Blues – 2:55 (Earl Hines) – Registrato l'8 dicembre 1928 a Long Island City
3. Chicago High Life – 2:50 (Earl Hines) – Registrato l'8 dicembre 1928 a Long Island City
4. A Monday Date – 2:53 (Earl Hines) – Registrato l'8 dicembre 1928 a Long Island City
5. Stowaway – 2:50 (Earl Hines) – Registrato l'8 dicembre 1928 a Long Island City
6. Chimes in Blues – 2:52 (Earl Hines) – Registrato l'8 dicembre 1928 a Long Island City
7. Panther Rag – 2:52 (Earl Hines) – Registrato l'8 dicembre 1928 a Long Island City
8. Just Too Soon – 3:11 (Earl Hines) – Registrato l'8 dicembre 1928 a Long Island City
9. Caution Blues – 2:50 (Earl Hines) – Registrato il 9 dicembre 1928 a Chicago, Illinois
10. A Monday Date – 3:08 (Earl Hines) – Registrato il 9 dicembre 1928 a Chicago, Illinois
11. I Ain't Got Nobody – 3:05 (Roger A. Graham, Spencer Williams) – Registrato il 12 dicembre 1928 a Chicago, Illinois
12. Fifty-Seven Varieties – 3:07 (Earl Hines) – Registrato il 12 dicembre 1928 a Chicago, Illinois
13. Sweet Ella May – 2:42 (Jacques Renard, Mickie Alpert, Joseph Russell Robinson) – Registrato il 13 febbraio 1929 a Chicago, Illinois
14. Everybody Loves My Baby – 3:14 (Jack Palmer, Spencer Williams) – Registrato il 13 febbraio 1929 a Chicago, Illinois
15. Good Little, Bad Little You – 2:33 (Bud Green, Sam Howard Stept) – Registrato il 14 febbraio 1929 a Chicago, Illinois
16. Good Little, Bad Little You – 2:34 (Bud Green, Sam Howard Stept) – Registrato il 14 febbraio 1929 a Chicago, Illinois
17. Have You Ever Felt That Way? – 3:01 (Agnes Castleton, Spencer Williams) – Registrato il 14 febbraio 1929 a Chicago, Illinois
18. Beau-Koo Jack – 2:47 (Alexander Hill, Louis Armstrong, Walter Melrose) – Registrato il 15 febbraio 1929 a Chicago, Illinois
19. Sister Kate – 3:05 (Armand John Piron) – Registrato il 15 febbraio 1929 a Chicago, Illinois
20. Chicago Rhythm – 2:49 (Bernie Grossman, Ben Kanter) – Registrato il 22 febbraio 1929 a Chicago, Illinois
21. Glad Rag Doll – 2:56 (Jack Yellen, Dan Dougherty, Milton Ager) – Registrato il 25 febbraio 1929 a Chicago, Illinois
22. Grand Piano Blues – 2:55 (Earl Hines) – Registrato il 25 ottobre 1929 a Chicago, Illinois
23. Blue Nights – 3:08 (Hayes Alvis) – Registrato il 25 ottobre 1929 a Chicago, Illinois
24. Deep Forest – 2:44 (Earl Hines) – Registrato il 28 giugno 1932 a New York

## Musicisti
Blues in Thirds (Caution Blues) / Off Time Blues / Chicago High Life / A Monday Date / Stowaway / Chimes in Blues / Panther Rag / Just Too Soon
- Earl Hines - piano solo

Caution Blues / A Monday Date
- Earl Hines - piano solo

I Ain't Got Nobody / Fifty-Seven Varieties
- Earl Hines - piano solo

Sweet Ella May / Everybody Loves My Baby / Good Little, Bad Little You° / Good Little, Bad Little You°° / Have You Ever Felt That Way? / Beau-Koo Jack / Sister Kate / Chicago Rhythm

Earl Hines and His Orchestra
- Earl Hines - piano, direttore orchestra
- Earl Hines - voce (brani: Everybody Loves My Baby, Have You Ever Felt That Way? e Sister Kate)
- Shirley Clay - cornetta
- George Mitchell - cornetta
- William Franklin - trombone
- William Franklin - voce (brani: Sweet Ella May e Good Little, Bad Little You°)
- Lester Boone - clarinetto, sassofono alto, sassofono baritono
- Toby Turner - clarinetto, sassofono alto
- Cecil Irwin - clarinetto, sassofono tenore, arrangiamenti
- Claude Roberts - banjo, chitarra
- Hayes Alvis - contrabbasso, arrangiamento (brano: Beau-Koo Jack)
- Hayes Alvis - voce (brano: Good Little, Bad Little You°°)
- Benny Washington - batteria
- Alex Hill - arrangiamenti

Glad Rag Doll
- Earl Hines - piano solo

Grand Piano Blues / Blue Nights

Earl Hines and His Orchestra
- Earl Hines - piano, direttore orchestra
- Shirley Clay - cornetta
- George Mitchell - cornetta
- William Franklin - trombone
- Lester Boone - clarinetto, sassofono alto, sassofono baritono
- Toby Turner - clarinetto, sassofono alto
- Cecil Irwin - clarinetto, sassofono tenore, arrangiamento
- Claude Roberts - banjo, chitarra
- Hayes Alvis - contrabbasso
- Hayes Alvis - arrangiamento (brano: Blue Nights)
- Benny Washington - batteria

Deep Forest

Earl Hines and His Orchestra
- Earl Hines - piano, direttore orchestra
- Charlie Allen - tromba
- George Dixon - tromba, arrangiamento
- Walter Fuller - tromba, voce
- Louis Taylor - trombone, arrangiamento
- William Franklin - trombone
- Darnell Howard - clarinetto, sassofono alto, violino
- Omer Simeon - clarinetto, sassofono alto, sassofono baritono
- Cecil Irwin - clarinetto, sassofono tenore, arrangiamento
- Lawrence Dixon - chitarra, arrangiamento
- Quinn Wilson - contrabbasso, arrangiamento
- Wallace Bishop - batteria
- Henry Woode - arrangiamento